# ジェラール・マルティン
- ジェラルド・マルティン

ジェラール・マルティン・ラングレオ（Gerard Martín Langreo, 2002年2月26日 - ）は、スペイン・カタルーニャ州バルセロナ県アスプルガズ・ダ・リュブラガート出身のサッカー選手。ラ・リーガ・FCバルセロナ所属。ポジションはDF。

## クラブ経歴
2018年にUEコルネジャのカンテラに入団。2019年にトップチームに昇格すると、2021-22シーズンより出場機会が増加。翌2022-23シーズンはリーグ戦36試合に出場するなど、3部リーグのプリメーラ・フェデラシオンでのプレーながら、存在感を示した。
2023年7月19日、FCバルセロナと2年契約を締結。加入1年目の2023-24シーズンは傘下のFCバルセロナBに配属され、3部リーグで41試合に出場。2024-25シーズンよりトップチームとの2種登録となり、同シーズン開幕戦となった、2024年8月17日のバレンシアCF戦の出場選手に登録。後半19分に交代で起用され、ラ・リーガデビュー。試合はロベルト・レヴァンドフスキの2ゴールで2-1と逆転勝利を納め、トップチームデビューを勝利で飾った。

## タイトル

### FCバルセロナ
- プリメーラ・ディビシオン:2024-25
- コパ・デル・レイ:2024-25
- スーペルコパ・デ・エスパーニャ:2024-25